# キエフの戦い (1941年)
キエフの戦い（キエフのたたかい）は、第二次世界大戦中、キエフ近郊でソビエト赤軍がドイツ軍に包囲された戦いである。この包囲戦では歴史の中でも稀有な大包囲が行われた。
この包囲戦はバルバロッサ作戦の一環として1941年8月23日から9月26日まで続いた。ソビエト赤軍の歴史においては1941年7月7日から9月26日までとされており、キエフ防衛作戦（ロシア語: Киевская операция）と呼ばれている。
ドイツ軍のバルバロッサ作戦により、ソビエト南西方面軍の将兵約665,000名が包囲されていた。しかし、キエフはまだ包囲されておらず、ドイツ軍の包囲がキエフ東側で完成した時、南西総軍司令官セミョーン・ブジョーンヌイ元帥、西部方面軍司令官セミョーン・チモシェンコ元帥、政治委員ニキータ・フルシチョフらは、すでに包囲網から脱出していた。とは言え、この包囲戦はソビエト赤軍にとって、先例の無い大敗北であり、その損害は1941年6月から7月のミンスクの戦いを上回った。9月1日、ソビエト南西方面軍は75万2000から76万の将兵（予備、支援部隊を含むと85万）砲門、迫撃砲3,923門、戦車114両、航空機167機が配属されていた。
ドイツ軍はソビエト赤軍将兵452,700名、大砲、迫撃砲2,642門、戦車64両を包囲したが、その内、約15,000名は10月2日までに包囲から脱出した。全体として、ソビエト南西方面軍は犠牲者700,544名を出し、その内、616,304名がキエフでの戦いの1ヶ月間で戦死するか捕虜となるかで喪失した。その結果、ソビエト赤軍第5軍、第21軍、第26軍、第37軍の4個軍とその配下、43個師団が消滅、残りの第40軍は大損害を受けていた。そのため、ソビエト南西方面軍は戦力のほとんどを喪失した。

## 背景
ドイツ軍の迅速な攻撃は戦線北部、中央部で大きな成功を収めていたが、南部ではまだソビエト南方方面軍の巨大な突出部が存在していた。ウーマニの戦いにおいて、ドイツ軍はソビエト赤軍を撃破していたが、セミョーン・ブジョーンヌイ配下の部隊はキエフ内外に集中して配置されており、未だに健在であった。ソビエト南西方面軍には装甲兵力とその機動性が不足しており、また、ウーマニの戦いで装甲部隊が撃破されているにもかかわらず、その時点でドイツ軍の進撃を拒む大きな障壁であった。
8月末、ドイツ国防軍最高司令部はモスクワへの前進を続けるべきか、南西方面のソビエト赤軍部隊を撃破するべきか検討を重ねていたが、これはドイツ南方軍集団にソビエト赤軍を包囲する戦力が欠乏しており、中央軍集団から部隊の移動が必要であったことが原因であった。国防軍最高司令部は議論の結果、第2装甲集団の大部分と第2軍を中央軍集団から切り離し、南方軍集団へ移動、キエフ包囲の支援を行わせることを決定した。

## 戦い
ウマニ包囲戦の後、スターリンは第5軍にドニエプル河死守を命じ、南西総軍とキエフを救うためキエフ北東でブリャンスク正面軍を編成した。ブリャンスク正面軍の役目は南下を開始したグデーリアンの第2装甲集団の阻止である。ブジョーンヌイ元帥の要請によりスターリンは第5軍にドニエプル河東岸への後退を許可し第5軍のかわりにキエフの西正面を守るため第37軍を編成した。8月25日第2装甲集団がデスナ川の橋梁を確保しエレメンコ中将指揮下のブリャンスク正面軍が8月30日に第21軍、第13軍の増援を加え第2装甲集団に攻撃を仕掛けた。ソ連軍の決死の攻撃も第2装甲集団の進撃を止められず8月31日にはドイツ第17軍がドニエプル河北岸に到達し第6軍はキエフの西正面に迫っていた。ドイツ軍の包囲網は着実に完成しつつあり撤退を求めたブジョーンヌイ元帥は更迭され後任にチモシェンコ元帥があてられた。9月7日第2装甲集団の第3装甲師団がセイム河対岸に橋頭保を確保し9月10日には第17軍援護の下、クライスト率いる第1装甲集団がドニエプル河を渡り北上を開始した。ドイツ軍の装甲部隊により東方への退却路が遮断されていくなかスターリンはキエフの死守を繰り返し南西総軍の撤退を許さなかった。９月14日南下していた第2装甲集団と北上していた第1装甲集団がキエフ東方193Kmのロフビツァで合流、包囲網は完成した。ソビエト赤軍の退却路は塞がれ、指揮官も装甲部隊も存在しない南西方面軍に脱出の可能性はほとんど存在せず、 後はドイツ軍による殲滅を待つのみとなった。ドイツ南方軍集団の第6軍及び第17軍は、中央軍集団の第2軍のように、2個装甲集団の支援を受けて包囲網を縮小し始めたが、ソビエト赤軍は抵抗することをやめようとしなかった。包囲内のソビエト赤軍を殲滅するために、ドイツ軍は空軍の支援を受けて砲撃、戦車を用いた激しい戦いを行わなければならなかった。9月19日、キエフは陥落したが、戦いはまだ続いていた。結局、10日間の激戦を重ねた結果、キエフ東地区のソビエト残存部隊は9月26日、降伏した。これらの中には捕虜となることを回避した兵士として疑われた市民も含まれているが、ドイツ軍がソビエト赤軍将兵約600,000名を捕虜とし、ドイツ総統アドルフ・ヒトラーはこれを史上最大の戦いと述べた。

## その後
キエフの戦いでソビエト赤軍の予備戦力は殲滅された。そのため、ソ連はモスクワ防衛のために83個師団、将兵800,000名を招集したが、この内に師団の体裁を整えていたのは25個師団のみで、他の師団は将兵を定数まで満たすことができなかった。また、戦車、車両、航空機については絶対数が不足していた。
一方、ドイツ軍は、軍を疲弊させ、器材の多くをすり減らすこととなった。ドイツ軍には70個師団、200万人が所属しており、その内、15％が自動車化されていたが、これも消耗していた。その後、モスクワ攻略作戦である、タイフーン作戦が1941年10月2日に開始された。
キエフでの大勝利は、戦線南方におけるソビエト赤軍の抵抗力消滅を意味し、南方軍集団は戦略的に重要なドネツ地方へ進撃することとなり、戦線南部の状況は著しく変化した。しかし、キエフを攻略するのに消費された4週間はモスクワ攻撃の時間を遅れさせることとなり、ロシアの厳寒がドイツ軍を襲うこととなる。ソビエト赤軍は大損害を受けていたが、この戦いでモスクワ防衛の時間を稼ぐことになった。そのため、キエフでの戦いはドイツを消耗させることにつながり、最終的に連合軍の勝利を呼び寄せることとなる。
この戦いはソビエト赤軍最高司令部にとって、軍が包囲された際の作戦命令の重要な先例となった。モスクワの戦い以後、ソビエト赤軍はドイツ軍に囲まれることを避けるようになり、スターリングラード攻防戦以降は反対にドイツ軍を包囲するようになっていった。